# Vai e Vem (filme)
Vai e Vem (frequentemente estilizado como Vai~e~Vem) é um filme satírico luso-francês de 2003, realizado, escrito e protagonizado por João César Monteiro e produzido por Paulo Branco. A longa-metragem acompanha João Vuvu, um alter-ego de César Monteiro reminiscente de João de Deus, protagonista da Teologia de Deus (saga cinemática iniciada em Recordações da Casa Amarela). Em Vai e Vem, João Vuvu vê os seus trajetos quotidianos perturbados pela necessidade de empregar uma mulher-a-dias e a saída da prisão do seu único filho.
O filme foi selecionado para o Festival de Cannes, onde estreou a 16 de maio de 2003, três meses após o falecimento de João César Monteiro, onde foi aplaudido pela imprensa internacional. Foi lançado comercialmente em França e Portugal, respetivamente a 18 e 20 de junho do mesmo ano.

## Sinopse
João Vuvu, é um homem viúvo, cujo único membro da família é um filho a cumprir pena de prisão por duplo homicídio e assalto à mão armada. O idoso vive, assim, sozinho num antigo bairro de Lisboa, próximo do Monte Olivete. Mantendo uma vontade de isolamento, Vuvu repete diariamente um passeio na carreira 100 de autocarro, entre a Praça das Flores até o Jardim do Príncipe Real, onde se senta à sombra de um cipreste-português centenário para fumar um cigarro antes de cumprir a viagem de regresso a casa. Nestes trajetos, surgem frequentemente pessoas insólitas ou perversas que testam o recato do idoso.
Na sua casa senhorial, abastada de cultura, a enorme coleção de livros de João Vuvu, deixa o espaço cada vez mais empoeirado. Começa demonstrar a necessidade urgente de serviços de uma mulher-a-dias. Mas as candidatas que respondem ao anúncio de Vuvu (Adriana, Narcisa, Jacinta, Urraca) não parecem ter um mínimo de qualificações. As jovens e o idoso divertem-se ao longo de conversas repletas de carga erótica e até escatológica.
Quando Jorge, o filho de Vuvu, é libertado, as grandes diferenças entre ambos tornam-se claras. Jorge descreve ao pai o seu desejo de reabilitação social, o que o deixa enraivecido. Vários acontecimentos sombrios despertam o lado criminoso no idoso. João Vuvu torna-se cada vez mais uma figura marginal, ficando condenado a um destino de pária.

## Ficha artística
- João César Monteiro, como João Vuvu.[10]
- Rita Pereira Marques, como Adriana, Urraca.
- Joaquina Chicau, como Menina Custódia.
- Manuela de Freitas, como Fausta.
- Lígia Soares, como Narcisa.
- José Mora Ramos, como Sr. Zé Aniceto.
- Rita Durão, como Jacinta.
- Maria do Carmo Rôlo, como Polícia Bárbara.
- Miguel Borges, como Jorge Varela Vuvu.
- Rita Loureiro, como Marina.
- Ana Brandão, como Eva Sigar.

###### Participação especial
- Ana Isabel Srindberg, como Zulmira.
- Cláudia Almeida, como Enfermeira Emília.
- Inês Cordovil, como Dafne.
- Mário Barroso, como Médico.
- Rui Luís, como Padre.
- Suzana Borges, como Hortênsia Varela Vuvu.
- Vítor Silva Tavares, como Amigo da família.

## Equipa técnica
- Realização e argumento: João César Monteiro;[11]
- Assistente de realização: Ana Isabel Santos Strindberg;
- Fotografia: Mário Barroso;
- Produtor: Paulo Branco;
- Direção de produção: Luísa Perestrello;
- Som: Jean-Claude Laureux;
- Cenografia: José Manuel Castanheira;
- Guarda-roupa: Isabel Branco e Lucha d'Orey;
- Montagem: Renata Sancho e João Nicolau.

## Produção
Vai e Vem é uma produção da Madragoa Filmes (Portugal), com a RTP e a Gemini Films (França), que contou com a participação financeira do Instituto do Cinema e Audiovisual, bem como do Centre National de la Cinématographie. Foi rodado em formato 35mm, cor, Dolby SR.

### Desenvolvimento
Após Branca de Neve, João César Monteiro pretendia retomar um alter-ego seu, tendo idealizado um filme rodado na Etiópia, onde o protagonista se encontraria rodeado por indígenas. O cineasta chegou a ser vacinado para a viagem, mas teve de abdicar do projeto devido a problemas de saúde. Quando abandonou a ideia da viagem exploratória a África, César Monteiro começou a adaptar alguns aspetos desse projeto para o que seria Vai e Vem, decorrido exclusivamente em Lisboa. Deste modo, atribui ao seu protagonista o nome João Vuvu, nome de uma antiga família de origem africana e evocativo de temas de origens e ancestralidade.

### Rodagem
As filmagens de Vai e Vem decorreram entre julho e setembro de 2002. O precário estado de saúde de João César Monteiro levou a vários ajustes de produção, nomeadamente a exclusão do guião de uma sequência atualizando alguns elementos narrativos de Monsieur Verdoux (1947), de Charles Chaplin. Nessa parte do filme, Vuvu disfarçar-se-ia de Comandante da Marinha Mercante e visitaria uma septuagenária, Dona Betsabé Onanías, demonstrando interesse nas riquezas presentes na sua vivenda campestre.

## Temas e estética
Um dos temas transversais da obra é a iminência e o anúncio da morte, desde logo, na cena que introduz o protagonista, visto a dar fígados aos pombos como se fossem as suas próprias entranhas. João Bénard da Costa acrescenta até que Vai e Vem se trata de um filme tanto de testamento como de despedida, pelo modo como César Monteiro recapitula a sua obra: "há um ir e vir dos mesmos temas, das mesmas citações, dos mesmos compositores, das mesmas fontes pictóricas, das mesmas personagens e actores; nela, há o elemento aquático, o vai e vem das ondas, e há a mulher, o vai e vem dos corpos no erotismo".

O autocarro n.º 100 é o veículo de 'vai e vem' que mais diretamente dá título ao filme. É utilizado no filme como metáfora do cinema, sendo que Vuvu enquanto passageiro, representa um espectador passivo e a câmara dentro do filme. Associada a esta metáfora surge a imagem final, uma das mais comentadas da obra: o grande plano do olho aberto do protagonista refletindo uma árvore do Jardim do Príncipe Real diante do olho da câmara. Para José Mário Silva, o olho "é uma espécie de negativo da galáxia com que abre A Comédia de Deus (…). A imagem torna-se abstracta, primeiro. E transforma-se em astronomia, em mapa dos céus, depois." 

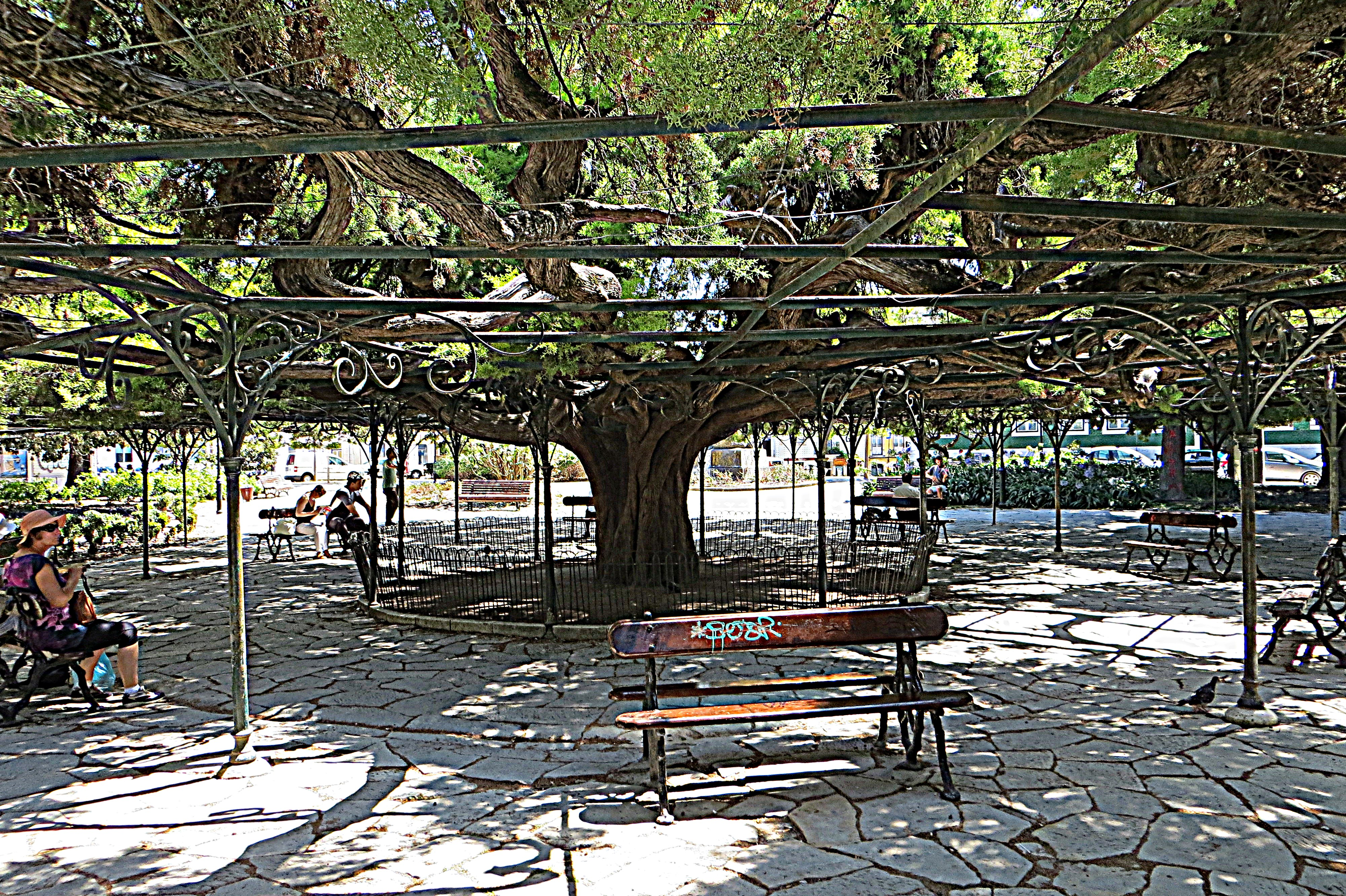
Banco onde João Vuvu se senta a fumar no Jardim do Príncipe Real.

Esta imagem foi também diretamente associada à primeira obra de ficção do cineasta: Quem Espera por Sapatos de Defunto Morre Descalço (1971). Também nesse filme, os personagens Lívio e Mário se sentavam, a conversar acerca dos amores do protagonista, no mesmo banco do Jardim do Príncipe Real onde João Vuvu se senta. A curta-metragem de 1971 termina com um plano em que Lívio encara o espectador de frente, evocando a morte e a loucura. O olho de Vuvu remete a esse olhar de Lívio e encerra o círculo do cinema monteiriano numa ligação à sua origem. A personagem Fausta permite outro encerrar de ciclo e a despedida da figura de Manuela de Freitas no cinema monteriano: o percurso da atriz nesta filmografia inicia-se como prostituta (Maria em Fragmentos de um Filme Esmola, a Sagrada Família), até ser Madre (Bernarda em As Bodas de Deus) e termina em Vai e Vem de novo como prostituta, mas desta feita mestre, exercendo o seu ofício na escadaria da Assembleia da República.
Para além destas ligações à própria obra do cineasta, o filme está repleto de referências a outras obras, sendo a mais evidente Monsieur Verdoux (Chaplin, 1947), apesar da sequência excluída referida anteriormente. De facto, Verdoux e Vuvu apresentam várias comunalidades, como por exemplo, um filho único, o dandismo, a ironia, a dicotomia entre privado e público, ou o perfecionismo. São encontradas também referências a filmes clássicos como Nosferatu, Eine Symphonie des Grauens (F.W. Murnau, 1922), The Fatal Glass of Beer (W.C. Fields, 1933), Citizen Kane (Welles, 1941) e pinturas como La Maja Vestida e La Maja Desnuda, de Goya.

### Continuidade comTeologia de Deus
Numa descrição próxima tanto à de João de Deus, como Vuvu, João César Monteiro definiu-se a si próprio do seguinte modo: "Não faço parte de grupos e não tenho quaisquer afinidades culturais com colegas meus. Sinto-me, portanto, à margem daquilo a que se chama o novo cinema português e isso nada tem a ver com o facto de haver três ou quatro tipos interessantes (...) com quem é agradável tomar café e trocar impressões. Convém, no entanto, deixar bem claro o seguinte: sou um tipo ferozmente individualista que a si mesmo se toma pelo centro do mundo e está profundamente convencido que estas coisas de cinema, ou do que quer que seja, se atravessam sozinho".
Assim, Vai e Vem tem sido comentada como integrando a saga cinematográfica de César Monteiro, que intitulou Teologia de Deus: composta pela trilogia Recordações da Casa Amarela (1989), A Comédia de Deus (1995) e As Bodas de Deus (1999), a longa-metragem Le Bassin de J.W. (1997), bem como as curtas-metragens Conserva Acabada (1990), O Bestiário ou o Cortejo de Orfeu (1995), Lettera Amorosa (1995) e Passeio com Johnny Guitar (1995). De facto, João Vuvu partilha várias características com o outro alter-ego de João César Monteiro, João de Deus, como se fosse um prolongamento dos desejos e características do primeiro: ambos burgueses reformados, marginais, solitários, provocadores e erotómanos. Argumentando o oposto, Bénard da Costa afirma que «Vuvu é muito diferente de João de Deus. Se tem, como o outro tinha, a resposta pronta (muitas são as antológicas e algumas ontológicas) nunca tem a autoridade do outro, nem o seu tom sentencioso e implacável. Recorre bastante menos aos provérbios e, se nenhuma das meninas lhe faz o ninho atrás da orelha, a nenhuma trata por cima da burra". Outros defendem que o personagem de Vuvu assume a evolução do próprio cineasta ao longo do seu envelhecimento, uma vez que já havia mudanças na própria personagem de João de Deus decorridas dos dez anos que separam os filmes da trilogia original. De facto, se de Recordações da Casa Amarela a A Comédia de Deus o protagonista se mostra mais vulnerável, César Monteiro defendeu uma nova evolução em As Bodas de Deus: "esse género de cerimónias não faria nenhum sentido. (…) Este (filme) é mais sereno. É feito por um homem mais velho, mais maduro".

## Distribuição

### Lançamento
Aquando o falecimento de João César Monteiro, a 3 de fevereiro de 2003, o produtor Paulo Branco revelou-se inseguro quanto aos planos de lançamento de Vai e Vem: "O filme está pronto há um mês, agora ainda não sei o que vou fazer, nem se estreará (...) tudo está em suspenso". Ainda assim, a longa-metragem manteve a sua apresentação no Festival de Cannes, onde foi exibida fora de competição, a 16 de maio de 2003. A estreia comercial do filme decorreu em simultâneo em Portugal e França, a 18 de junho do mesmo ano. Nesta data, o cinema King (Lisboa) exibiu Vai e Vem numa sessão de ante-estreia.

### Festivais
Para além da sua estreia em Cannes, o filme integrou outros festivais internacionais de cinema, entre os quais:
- Festival Internacional de Cinema de Toronto (Canadá, 10 de setembro de 2003);

- French Film Festival (Chéquia, 22 de novembro de 2003);
- Festiwal Filmów Krajów Unii Europejskiej (Polónia, 22 de novembro de 2003);
- Thessaloniki International Film Festival (Grécia, 24 de novembro de 2003);
- Philadelphia International Film Festival (EUA, 16 de abril de 2004);
- Hong Kong International Film Festival (Hong Kong, 17 de abril de 2004);

- Festival Internacional de Cinema de Roterdão (Holanda, 2004);[8]

- Viennale, Homenagem a Hans Hurch (Áustria, 2017).[25]

## Receção

### Audiência
Vai e Vem foi visto, no ano da sua estreia, nas salas de cinema portuguesas por 12.302 espectadores e nas salas de cinema francesas por 16.759  espectadores.

### Crítica
A longa-metragem foi, de maneira geral, bem recebida pela crítica especializada que, desde a sua estreia internacional em Cannes, a considerou uma obra-prima perturbadora e fascinante. Jorge Leitão Ramos, na sua recenção comovida no Expresso, comenta como Vai e Vem é "construído com uma perfeição formal que supera qualquer das coisas que (César Monteiro) fizera antes. Ele sabia que estava a pôr a cúpula na catedral em que não podia mexer outra vez". O crítico brasileiro Ruy Gardnier, no editorial da revista Contracampo, destaca o sentido de humor incomum do cineasta e desta sua obra: "caminha de mãos dadas com um desejo selvagem de subversão, o conjunto dos filmes de João César Monteiro constitui um verdadeiro monumento à liberdade". Kathleen Gomes (Ípsilon) escreve acerca das referências à obra de Charlie Chaplin em Vai e Vem, concluindo que a lucidez com que o realizador se expõe, confronta a morte e desmonta o seu cinema, torna este filme "muito triste (também por isso, talvez o mais chaplinesco dos seus filmes)".